# 李茵晖
李茵晖（1997年3月11日—），湖北武汉人，中国女子羽毛球运动员。父亲李军是一名足球教练。

## 簡歷
2014年2月，李茵晖代表国家队參加臺北市舉行的亞洲青年羽毛球錦標賽，與杜玥合作贏得女子雙打比賽亞軍。同年4月，她們又參加馬來西亞亞羅士打舉行的世界青年羽毛球錦標賽，贏得女子雙打比賽季軍。
2015年10月，李茵晖與黄东萍合作赢得泰國黃金大獎賽女子雙打冠軍。
2021年7月，李茵暉與搭檔杜玥獲得東京奧運女雙比賽參賽資格；兩人晉級淘汰賽後，最終以1比2（15-21、22-20、17-21）不敵該屆金牌得主、印尼的格雷西娅·波利／阿普里亚尼·拉哈育，止步八強。奧運會結束後，李茵暉在社交平台表示，因長期患有低血壓加上幾年前感染肺炎後導致身體狀況大不如前，已無法堅持高強度訓練，正式宣布退役。

## 主要比賽成績
只列出曾進入準決賽的國際賽事成績：
| 年份   | 賽事                     | 公開賽級別 | 項目     | 搭檔   | 成績   |
| ------ | ------------------------ | ---------- | -------- | ------ | ------ |
| 2013年 | 世界青年羽毛球錦標賽     | 其他       | 混合團體 | －     | 銅牌   |
| 2014年 | 亞洲青年羽毛球錦標賽     | 其他       | 混合團體 | －     | 金牌   |
| 2014年 | 亞洲青年羽毛球錦標賽     | 其他       | 女子雙打 | 杜玥   | 銀牌   |
| 2014年 | 世界青年羽毛球錦標賽     | 其他       | 混合團體 | －     | 金牌   |
| 2014年 | 世界青年羽毛球錦標賽     | 其他       | 女子雙打 | 杜玥   | 銅牌   |
| 2015年 | 亞洲青年羽毛球錦標賽     | 其他       | 混合團體 | －     | 金牌   |
| 2015年 | 亞洲青年羽毛球錦標賽     | 其他       | 女子雙打 | 杜玥   | 金牌   |
| 2015年 | 泰國羽毛球黃金大獎賽     | 黃金大獎賽 | 女子雙打 | 黄东萍 | 冠軍   |
| 2015年 | 世界青年羽毛球錦標賽     | 其他       | 混合團體 | －     | 金牌   |
| 2015年 | 世界青年羽毛球錦標賽     | 其他       | 女子雙打 | 杜玥   | 銀牌   |
| 2015年 | 澳門羽毛球黃金大獎賽     | 黃金大獎賽 | 混合雙打 | 刘雨辰 | 準決賽 |
| 2016年 | 馬來西亞羽毛球大師賽     | 黃金大獎賽 | 女子雙打 | 杜玥   | 準決賽 |
| 2016年 | 馬來西亞羽毛球大師賽     | 黃金大獎賽 | 混合雙打 | 郑思维 | 冠軍   |
| 2016年 | 紐西蘭羽毛球黃金大獎賽   | 黃金大獎賽 | 混合雙打 | 鄭思維 | 亞軍   |
| 2016年 | 法國羽毛球超級賽         | 超級賽     | 女子雙打 | 黄东萍 | 準決賽 |
| 2016年 | 法國羽毛球超級賽         | 超級賽     | 混合雙打 | 张楠   | 準決賽 |
| 2016年 | 碧特博格羽毛球黃金大獎賽 | 黃金大獎賽 | 女子雙打 | 黄东萍 | 準決賽 |
| 2016年 | 中國羽毛球首要超級賽     | 首要超級賽 | 女子雙打 | 黄东萍 | 亞軍   |
| 2016年 | 中國羽毛球首要超級賽     | 首要超級賽 | 混合雙打 | 张楠   | 亞軍   |
| 2016年 | 香港羽毛球超級賽         | 超級賽     | 女子雙打 | 黄东萍 | 亞軍   |
| 2016年 | 澳門羽毛球黃金大獎賽     | 黃金大獎賽 | 混合雙打 | 张楠   | 冠軍   |
| 2017年 | 泰國羽毛球大師賽         | 黃金大獎賽 | 女子雙打 | 黄东萍 | 準決賽 |
| 2017年 | 泰國羽毛球大師賽         | 黃金大獎賽 | 混合雙打 | 张楠   | 冠軍   |
| 2017年 | 亞洲羽毛球混合團體錦標賽 | 其他       | 混合團體 | －     | 銅牌   |
| 2017年 | 德國羽毛球黃金大獎賽     | 黃金大獎賽 | 女子雙打 | 黄东萍 | 亞軍   |
| 2017年 | 德國羽毛球黃金大獎賽     | 黃金大獎賽 | 混合雙打 | 张楠   | 冠軍   |
| 2017年 | 瑞士羽毛球黃金大獎賽     | 黃金大獎賽 | 混合雙打 | 张楠   | 準決賽 |
| 2017年 | 馬來西亞羽毛球首要超級賽 | 首要超級賽 | 混合雙打 | 张楠   | 準決賽 |
| 2017年 | 中國羽毛球大師賽         | 黃金大獎賽 | 女子雙打 | 黄东萍 | 準決賽 |
| 2017年 | 中國羽毛球大師賽         | 黃金大獎賽 | 混合雙打 | 张楠   | 準決賽 |
| 2017年 | 亞洲羽毛球錦標賽         | 其他       | 女子雙打 | 黄东萍 | 銅牌   |
| 2017年 | 蘇迪曼盃                 | 其他       | 混合團體 | －     | 銀牌   |
| 2017年 | 法國羽毛球超級賽         | 超級賽     | 混合雙打 | 张楠   | 準決賽 |
| 2017年 | 中國羽毛球首要超級賽     | 首要超級賽 | 女子雙打 | 杜玥   | 準決賽 |
| 2018年 | 印度羽毛球公開賽         | 超級500賽  | 女子雙打 | 杜玥   | 準決賽 |
| 2018年 | 亞洲羽毛球團體錦標賽     | 其他       | 女子團體 | －     | 銀牌   |
| 2018年 | 全英羽毛球公開賽         | 超級1000賽 | 混合雙打 | 张楠   | 準決賽 |
| 2018年 | 中國陵水羽毛球大師賽     | 超級100賽  | 女子雙打 | 杜玥   | 冠軍   |
| 2018年 | 亞洲羽毛球錦標賽         | 其他       | 混合雙打 | 张楠   | 銅牌   |
| 2018年 | 澳洲羽毛球公開賽         | 超級300賽  | 混合雙打 | 王泽康 | 準決賽 |
| 2018年 | 世界羽毛球錦標賽         | 其他       | 混合雙打 | 张楠   | 銅牌   |
| 2018年 | 日本羽球公開賽           | 超級750賽  | 女子雙打 | 杜玥   | 準決賽 |
| 2018年 | 中國羽毛球公開賽         | 超級1000賽 | 混合雙打 | 张楠   | 亞軍   |
| 2018年 | 世界羽聯世界巡迴賽總決賽 | 總決賽     | 女子雙打 | 杜玥   | 準決賽 |
| 2019年 | 德國羽毛球公開賽         | 超級300賽  | 女子雙打 | 杜玥   | 冠軍   |
| 2019年 | 亞洲羽毛球混合團體錦標賽 | 其他       | 混合團體 | －     | 金牌   |
| 2019年 | 馬來西亞羽毛球公開賽     | 超級750賽  | 女子雙打 | 杜玥   | 亞軍   |
| 2019年 | 蘇迪曼盃                 | 其他       | 混合團體 | －     | 金牌   |
| 2019年 | 泰國羽毛球公開賽         | 超級500賽  | 女子雙打 | 杜玥   | 亞軍   |
| 2019年 | 世界羽毛球錦標賽         | 其他       | 女子雙打 | 杜玥   | 銅牌   |
| 2019年 | 澳門羽球公開賽           | 超級300賽  | 女子雙打 | 杜玥   | 冠軍   |
| 2020年 | 马来西亚羽毛球大师赛     | 超級500賽  | 女子雙打 | 杜玥   | 亞軍   |
| 2020年 | 全英羽毛球公開賽         | 超級1000賽 | 女子雙打 | 杜玥   | 亞軍   |

| 2007-2017年 | 首要超級賽 | 超級賽 | 黃金大獎賽 | 大獎賽 | 國際挑戰賽 | 國際系列賽 | 未來系列賽 | 其他 |

| 2018-2026年 | 總決賽 | 超級1000賽 | 超級750賽 | 超級500賽 | 超級300賽 | 超級100賽 | 國際挑戰賽 | 國際系列賽 | 未來系列賽 | 其他 |

### 世界冠軍頭銜
李茵晖在羽毛球生涯中共奪得1項羽毛球世界冠軍頭銜。
| 賽事     | 奪冠次數 | 年份               |
| -------- | -------- | ------------------ |
| 蘇迪曼盃 | 1        | 2019年（混合團體） |
| 總計     | 1        |                    |

### 奧運會和世錦賽參賽紀錄
|          | 搭檔   | 2017 | 2018 | 2019 | 2020 |
| -------- | ------ | ---- | ---- | ---- | ---- |
| 女子雙打 | 黄东萍 | 16強 | －   | －   | －   |
| 女子雙打 | 杜玥   | －   | 16強 | 銅牌 | 8強  |
|          |        |      |      |      |      |
| 混合雙打 | 张楠   | 16強 | 銅牌 | －   | －   |